# مردم‌سالاری مشورتی
مردم‌سالاری مشورتی یا مردم‌سالاری گفتگویی، نوعی از دموکراسی است که استدلال و گفتگو در مرکزیت تصمیم‌سازی آن قرار دارد. این نوع از دموکراسی از تصمیم‌گیری بر اساس اجماع و رای اکثریت بهره می‌گیرد. تفاوت اصلی میان دموکراسی مشورتی و انواع سنتی دموکراسی این است که در دموکراسی مشورتی گفتگو و مشورت و نه صرف رای دادن مرجع مشروعیت برای قوانین است.
اگرچه معمولا دموکراسی مشورتی را ترکیبی از دموکراسی نیابتی و دموکراسی مستقیم می‌دانند، ارتباط میان این مفاهیم همچنان مورد بحث است.  اصطلاح دموکراسی مشورتی توسط جوزف بزت در کتابی با عنوان «دموکراسی مشارکتی: اصل اکثریت در حکومت جمهوری» ابداع شد. ریشه‌های دموکراسی مشورتی به ارسطو و درک او از سیاست برمی‌گردد؛ با این حال آثار فیلسوف آلمانی یورگن هابرماس در مورد منطق ارتباطی و فضای عمومی از جمله آثار اصلی در این حوزه به شمار می‌رود.